# Anne Meara
Anne Therese Meara, född 20 september 1929 i Brooklyn, New York, död 23 maj 2015 i Manhattan, New York, var en amerikansk skådespelerska.

## Roller i urval
- 1976 – Fan tro't
- 1976–1977 – Rhoda (TV-serie) (7 avsnitt)
- 1978 – Pojkarna från Brasilien
- 1980 – Fame
- 1987–1989 – Alf (TV-serie) (7 avsnitt)
- 1990 – Uppvaknanden
- 1992 – Highway to Hell
- 1999 – Southie
- 1999–2007 – Kungen av Queens (TV-serie) (9 avsnitt)
- 2002 – De magiska skorna
- 2006 – Natt på museet
- 2014 – Flygplan 2: Räddningstjänsten (röst)